# Hel (miasto)
Hel (kaszub. Hél, niem. Hela) – miasto w województwie pomorskim, w powiecie puckim, położone na cyplu Mierzei Helskiej nad Morzem Bałtyckim. W latach 1975–1998 miejscowość znajdowała się w województwie gdańskim.
Ośrodek turystyczny i kąpielisko nadmorskie, ośrodek rybołówstwa, garnizon Marynarki Wojennej z portem wojennym. Port morski Hel ma przystań rybacką, jachtową i żeglugi pasażerskiej.
Według danych na 31 grudnia 2022 roku w mieście mieszka 2835 osób.
Gmina Hel zajęła drugie miejsce w rankingu podsumowującym kadencję 2010–2014 w kategorii „gminy turystyczne o najwyższych zmianach w potencjale finansowym w latach 2010–2013” opracowanym przez firmę Curulis.
Hel jest najbardziej wyludniającym się miastem w Polsce. W latach 1995–2025 stracił 42,94% mieszkańców. Hel wyludnia się przede wszystkim z powodu likwidacji garnizonu helskiego – kluczowego pracodawcy – co połączone z sezonowością branży turystycznej, wysokimi cenami nieruchomości i odpływem młodych do większych miast, doprowadziły do dramatycznego spadku liczby mieszkańców Helu.

## Nazwa
Przypuszcza się, że nazwa osady jest wzmiankowana po raz pierwszy w 1198 roku jako Gellen. Z pewnością do miasta odnoszą się poświadczenia nazwy z XIV wieku, czyli Hela (1378), oraz późniejsze: m.in. Hell (przed 1464), do Helu (1490), Hele (1491), Hela (1506), Hel (1511), do Helia, ku Heliowi (1565), Hoel (1568-73), Chel (1582), Hyl (1583), Hill (1596), do Helia, ku Heliowi (1627), Heyla (1749), z Heli (1858), Hel albo Hela (1882), Hel (Hela) (1925). W XV wieku pojawiło się rozróżnienie na Stary Hel (1413) i Nowy Hel (1417), dokumentując proces przenoszenia starego miasta na nowe miejsce. Stary Hel zniknął w II połowie XVI wieku, a nowa osada przejęła funkcje i prawa miejskie starej osady, przez co człon Nowy w nazwie przestał być używany.
Zapisy historyczne wskazują, że mianownik występował w wielu wariantach: Hyla, Hyl, Hela, Hel. Nazwa miejscowości została ponowiona z nazwy półwyspu Hel, która zaś związana jest z wyrazem hel, hyl, stanowiącym dawną pożyczkę germańską o dialektalnych znaczeniach m.in. ‘miejsce wzniesione, odkryte dla wiatrów’ bądź ‘góra nadmorska’.

## Historia

### Stary Hel

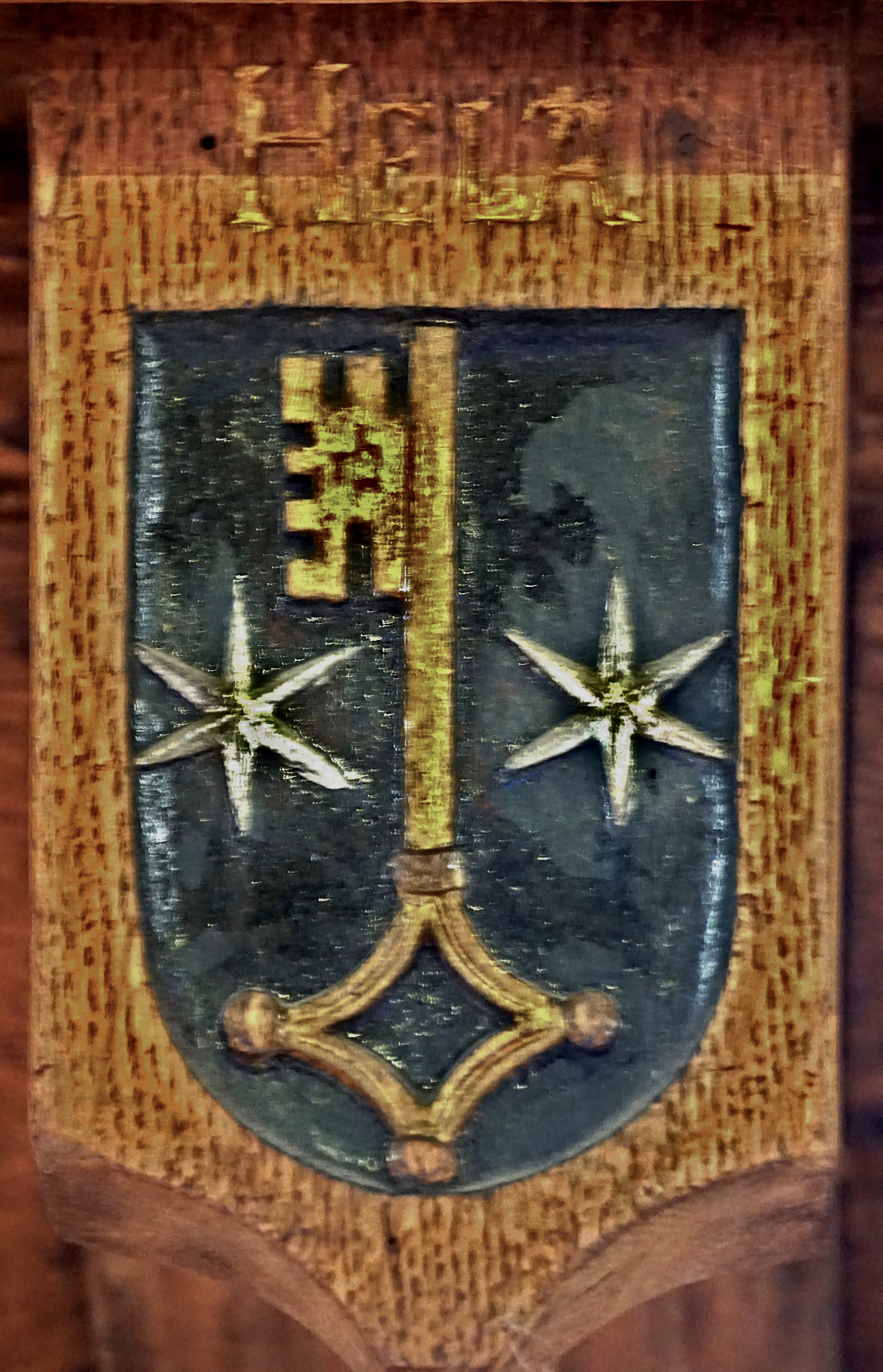
Herb Helu w sali plenarnej staromiejskiego ratusza w Gdańsku

Hel wywodzi się z miasta o tej samej nazwie, które na skutek zmiany linii brzegowej zostało zatopione przez wody Zatoki Puckiej. Hel został po raz pierwszy wzmiankowany w 1198 roku jako kaszubska wieś o nazwie Gellen i ośrodek handlu śledziami. W jednej z duńskich kronik wspomniano, że uszkodzony statek króla Waldemara II Zwycięskiego osiadł na „Wyspie Hel”. Szybki rozwój miasta nastąpił w XII wieku, w XIII wieku miejscowość stała się jednym z najważniejszych centrów handlowych regionu, rywalizującym z pobliskim Gdańskiem. Zgodnie z przesłankami historycznymi już przed 1266 roku Hel posiadał prawa miejskie nadane na prawie lubeckim przez księcia pomorskiego Świętopełka II. Akt lokacyjny został potwierdzony przez Krzyżaków w 1378 roku (również na prawie lubeckim), gdy ci zajęli miasto, opanowując Pomorze Gdańskie.
Ówczesne miasto było położone około 1,5 km od dzisiejszego. Miało kościół, szpital, ratusz, dwa rynki i mały port. Jednakże w XV wieku mierzeja zaczęła się zmniejszać na skutek erozji. W 1417 roku zbudowano kościół św. Piotra, patrona rybaków. Hel doświadczył okresu wzrostu, ale później ustąpił miejsca szybciej rosnącemu miastu Gdańsk. W 1466 roku król Polski Kazimierz IV przyznał Hel jako lenno Gdańskowi, kończąc stuletnią walkę o dominację nad gospodarką Zatoki Gdańskiej. Przejście pod gdańską jurysdykcję spowodowało upadek Helu. W 1526 roku król Zygmunt I Stary wycofał przywileje przyznane wcześniej Helowi i sprzedał miasto z mierzeją władzom Gdańska. Od tamtej pory los Helu był związany z większym sąsiadem. Należał do półwyspu helskiego terytorium miasta Gdańska, położony był w drugiej połowie XVI wieku w województwie pomorskim.
Z czasem stare miasto strawił pożar i zostało zalane przez wody morskie.

### Nowy Hel
Współczesne miasto powstało jako osada zwana wówczas Nowym Helem, do której mieszkańcy pobliskiego Starego Helu emigrowali z powodu kłopotów gospodarczych miasta. Jeszcze w XV wieku panowała równowaga między obydwoma ośrodkami.
Po 1525 roku mieszkańcy przeszli w całości na luteranizm, gdyż prawo do obsady proboszcza miała rada miejska Gdańska. W 1800 roku na 350 mieszkańców było 16 katolików, resztę stanowili luteranie. W mieście (w szczególności w Jastarni Gdańskiej) język kaszubski utrzymał się co najmniej do końca XVIII wieku ze względu na używanie go w szkole i luterańskich kazaniach.
Hel został przyłączony do Królestwa Prus wraz z Gdańskiem dopiero przy II rozbiorze Polski w 1793 roku.
W czasie wojen napoleońskich, w 1807 roku, Hel został przyłączony do zależnego od Francji Wolnego Miasta Gdańska. Po upadku Napoleona i wskutek postanowień kongresu wiedeńskiego w 1815 roku Hel został ponownie włączony w skład Królestwa Prus (zabór pruski), stanowiącego od 1871 roku część Cesarstwa Niemieckiego. Rozpoczęła się silna niemiecka kolonizacja tych terenów, podobnie jak całego obszaru zaboru pruskiego.
Z tego okresu pochodzi pierwsza murowana latarnia morska z prawdziwego zdarzenia, która została zbudowana w Helu przez władze Prus w 1826 roku. Była ona okrągła i miała 42 m wysokości. Dnia 1 sierpnia 1827 roku zapalono na niej po raz pierwszy 6 lamp zasilanych olejem rzepakowym, które były widoczne z odległości 17 Mm.
W XVII i XVIII wieku przedłużające się działania wojenne i klęski żywiołowe poważnie zaszkodziły miastu, którego populacja znacząco zmalała, w wyniku czego w 1872 roku Hel utracił prawa miejskie, przyznane Helowi sześć wieków wcześniej.
Upadek został powstrzymany w 1893 roku, kiedy we wsi został zbudowany port rybacki. Stanowił on schronienie dla statków rybackich, stał się też popularnym celem wycieczek weekendowych dla mieszkańców Gdańska i Sopotu. W 1896 roku wsi przyznano status nadmorskiego uzdrowiska. W 1905 roku miejscowość liczyła 604 mieszkańców, z czego 93,2% stanowili Niemcy, zaś 6,3% – Polacy-Kaszubi. Protestanci stanowili 91,6% mieszkańców.

### Lata 1918–1939

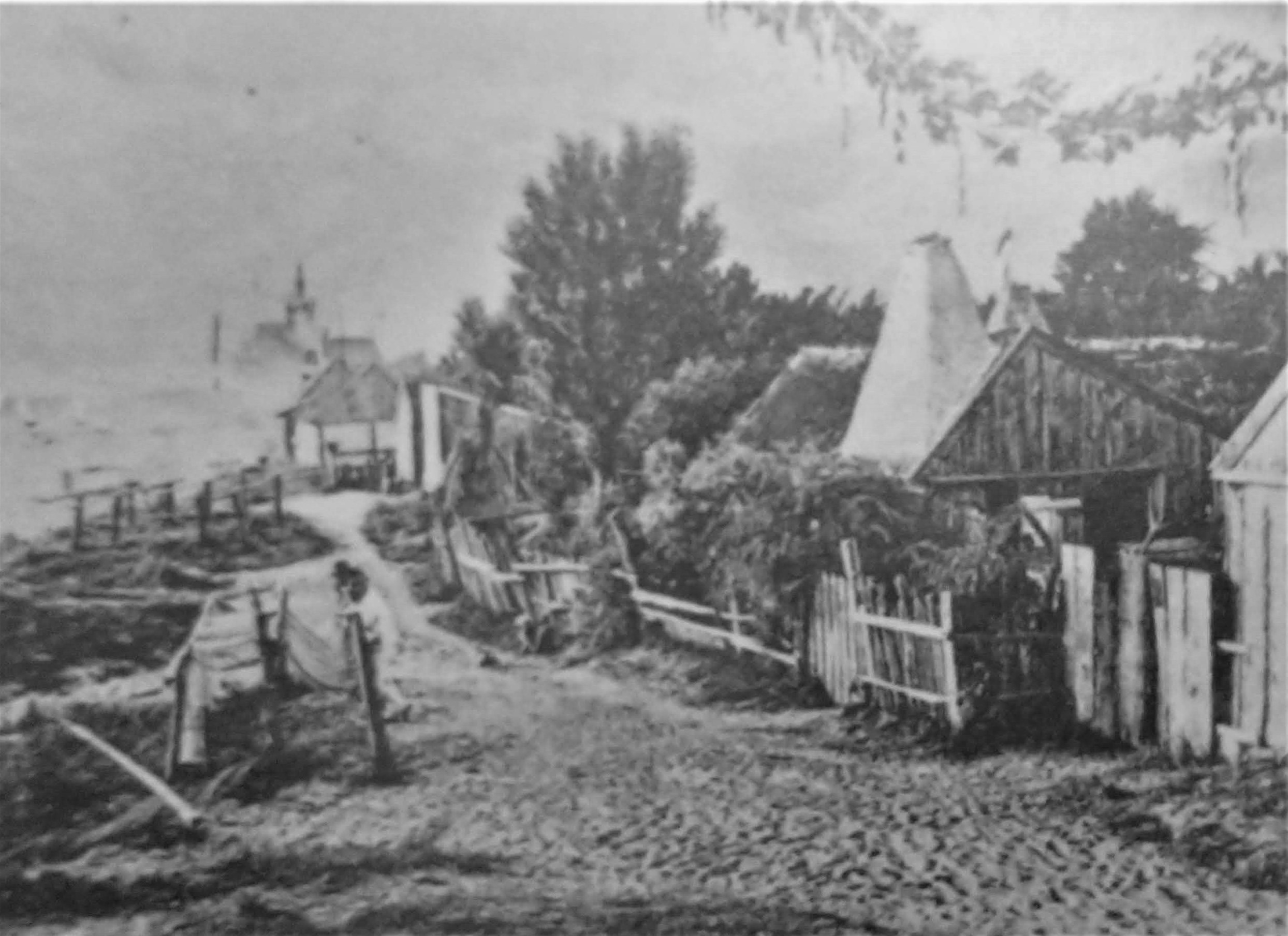
Hel na początku XX wieku

Mimo zdecydowanej przewagi ludności niemieckojęzycznej traktat wersalski przyznał miejscowość odrodzonemu państwu polskiemu, ponieważ pobliskie miejscowości miały głównie polski charakter i sam Hel był położony jako ostatnia miejscowość na Półwyspie Helskim. Po 1918 roku ludność niemiecka zaczęła opuszczać Hel, a jej miejsce zaczęli zajmować Polacy i Kaszubi. Dla zasiedlenia Helu Polakami zbudowano istniejące do dziś osiedle „kolonia rybacka”, kościół katolicki i szkołę. Już w 1921 roku zbudowano linię kolejową biegnącą przez cały półwysep, aż do osady Hel. Dodatkowo wybudowano drogę bitą z Juraty do Helu, prowadząc ją ze względów strategicznych (ochrona przed ostrzałem z samolotów) z ponad czterdziestoma zakrętami w gęstym lesie. Dzięki strategicznemu położeniu u wejścia do Zatoki Gdańskiej Hel stał się ważnym punktem na militarnej mapie kraju. W 1921 roku zajmował pierwsze miejsce w Polsce pod względem ilości posiadanego sprzętu rybackiego. Dysponował 42 kutrami motorowymi na 61 zarejestrowanych w kraju oraz 176 łodziami, w tym 1 motorową. Na całym Wybrzeżu stacjonowało wtenczas 841 łodzi wiosłowo-żaglowych i 4 motorowe. W tym samym roku ukończono budowę linii kolejowej łączącej Gdynię z Helem, w 1922 roku do Helu dotarł pierwszy pociąg pasażerski, w 1931 roku otwarto port wojenny.
W październiku 1931 roku podpisano umowę na budowę portu wojennego w Helu z Konsorcjum Francusko–Polskim. Autorem projektu portu o wymiarach 330 x 400 m był inżynier Włodzimierz Szawernowski. W 1933 roku zakończono prace pogłębiarskie i rozpoczęto budowę nabrzeży. W 1934 roku zerwano pertraktacje cenowe z Konsorcjum i ogłoszono przetarg na dalszą budowę portu w Helu oraz Stoczni Marynarki Wojennej w Gdyni. Połączenie tych dwu obiektów w jednym przetargu wynikło z założenia, że piaskiem wydobytym przy pracach w Helu będzie się podnosić podmokłe tereny w rejonie Gdyni. Konsorcjum przegrało przetarg, ale w toku dalszych negocjacji obniżyło cenę poniżej najtańszej oferty i ponownie otrzymało zlecenie na dalsze wykonawstwo. Żelbetowe skrzynie falochronów wykonywano w Gdyni, po czym holowano je na Hel i tam zatapiano.
W 1936 roku utworzono Rejon Umocniony Hel obejmujący przede wszystkim tereny należące do obecnie istniejącej gminy Hel. Od 1937 roku wstęp na teren Helu był możliwy dla obywateli polskich za okazaniem specjalnej przepustki lub dokumentów wojskowych. W 1938 roku powstała na Helu ferma norek i nutrii amerykańskich.
W 1936 roku na mocy dekretu Prezydenta Mościciego z 21 sierpnia „O uznaniu Półwyspu Helskiego za rejon umocniony”, nakazano „niemieckim obywatelom Helu” opuścić miejscowość i przenieść się do Niemiec (za odszkodowaniem), choć w większości byli to obywatele II Rzeczypospolitej. Akcja ta zakończyła się w 1938 roku, kiedy ostatni ewangelicy z Helu (było ich 440 osób) opuścili miasteczko, a miejscowy zbór luterański zamieniono na magazyny aprowizacyjne.

#### Latarnia morska w latach II Rzeczypospolitej Polskiej
W 1926 roku władze polskie zainstalowały lampę naftową z czterema soczewkami. W 1929 roku zmienił się wygląd latarni – wieżę otynkowano i pomalowano w biało – czerwone pasy. W 1938 roku zainstalowano żarówkę elektryczną o potężnej mocy 3000W.

### Lata 1939–1945
Helska latarnia służyła aż do wybuchu II wojny światowej w 1939 roku, kiedy w czasie obrony Helu została 19 września wysadzona w powietrze przez polskich saperów dla utrudnienia namiarów dla ciężkiej artylerii niemieckiej ostrzeliwującej Hel. Zarys jej fundamentów jest do dziś widoczny, jako owalny skwerek kilkanaście metrów przed wejściem do obecnej latarni.
Hel znajdował się na terenie Rejonu Umocnionego Hel, który bronił się do 2 października 1939 roku W czasie wojny Hel zamieszkiwało około 1000 osób.

### Lata 1945–1989
Po 1945 roku Hel dostał status miejsca szczególnie ważnego strategicznie, co wiązało się z tym, że do Helu mogli przyjechać tylko obywatele PRL (podobny status w ZSRR miał Władywostok). Wjazd samochodem prywatnym możliwy był tylko za okazaniem przepustki. Obostrzenie w dostępie do Helu zniesiono dopiero około 1989 roku, a same szlabany zniknęły dopiero w latach 90. XX wieku (pozostałości rogatek znajdują się do dziś przy drodze dojazdowej do miasta).
13 listopada 1954 roku Hel otrzymał prawa osiedla, a 30 czerwca 1963 roku odzyskał prawa miejskie utracone w 1872 roku W 1979 roku miasto udekorowano Krzyżem Grunwaldu II klasy. Krzyż Grunwaldu umieszczono na Pomniku Obrońców Helu. W 2021 roku przeprowadzono remont pomnika i bezprawnie wymieniono Krzyż Grunwaldu na Krzyż Walecznych pozbawiony daty.

### Po 1989
28 listopada 2005 roku władze miasta Hel nadały tytuł honorowego obywatela kończącemu drugą kadencję prezydencką Aleksandrowi Kwaśniewskiemu, który w opinii radnych, spędzając swe urlopy na Helu, przyczynił się znacznie do promocji miasta.

## Struktura powierzchni
Według danych z roku 2011 Hel zajmuje obszar 21,72 km², w tym:
- użytki leśne: 87%[39]
- użytki rolne: 0%

Miasto stanowi 3,7% powierzchni powiatu.

## Transport
W mieście znajdują się: stacja kolejowa Hel, przystanki autobusowe PKS Gdynia oraz Port morski Hel.

## Demografia[3]
Hel jest bardzo małym miastem z liczbą mieszkańców wynoszącą 3373, z czego 50,1% stanowią kobiety, a 49,9% mężczyźni. W latach 2002–2017 liczba mieszkańców zmalała o 21,3%. Średni wiek mieszkańców wynosi 42,2 lat i jest nieznacznie większy od średniego wieku mieszkańców województwa pomorskiego oraz porównywalny do średniego wieku mieszkańców całej Polski.
O ile w 2002 roku Hel miał 4300 mieszkańców, o tle według danych z Narodowego Spisu Powszechnego 2021 mieszkało tu około 3 tysięcy ludzi. W ciągu 10 lat miasto opuściło 24 procent mieszkańców. W efekcie Hel stał się najszybciej wyludniającym się miastem w Polsce.

Piramida wieku mieszkańców Helu w 2019 roku

Dane z 31 grudnia 2017 roku:
| Opis                              | Ogółem | Ogółem | Kobiety | Kobiety | Mężczyźni | Mężczyźni |
| --------------------------------- | ------ | ------ | ------- | ------- | --------- | --------- |
| Jednostka                         | osób   | %      | osób    | %       | osób      | %         |
| Populacja                         | 3373   | 100    | 1690    | 50,1    | 1683      | 49,9      |
| Gęstość zaludnienia [mieszk./km²] | 155,4  | 155,4  | 77,88   | 77,88   | 77,55     | 77,55     |

## Zabytki
Lista zabytków w mieście:
- kościół ewangelicki św. Piotra i Pawła z XIV-XV wieku – obecnie siedziba Muzeum Rybołówstwa[41][42]
- latarnia morska z 1942 roku
- ryglowe domki rybackie z przełomu XVIII / XIX wieku
- kościół pw. Bożego Ciała z lat 1931–1932
- zespół obiektów fortyfikacji rejonu umocnień „Hel” z lat 1931–1941

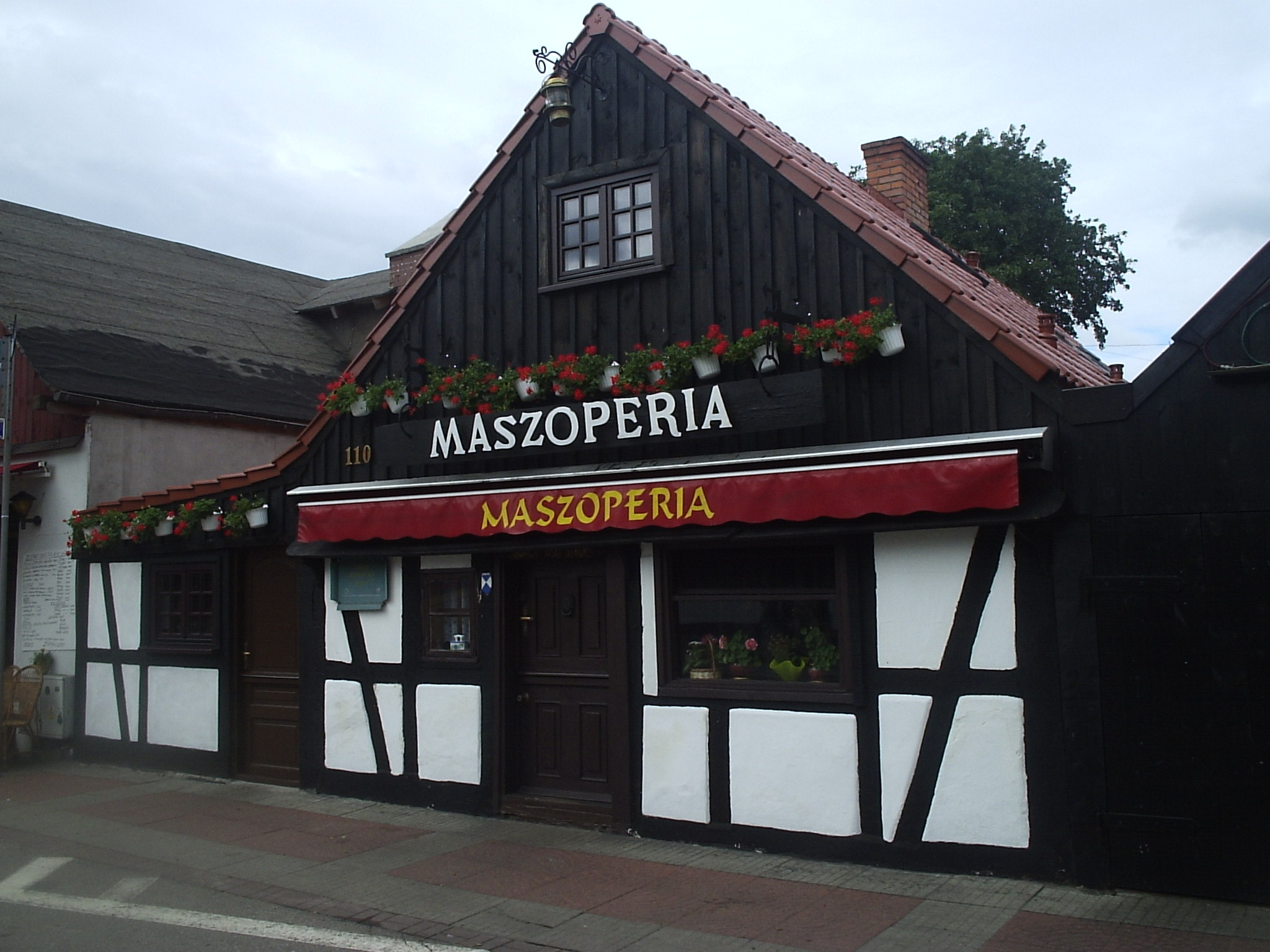
Drewniany dom rybacki z połowy XIX wieku na ulicy Wiejskiej (nr 110). Obecnie restauracja „Maszoperia”
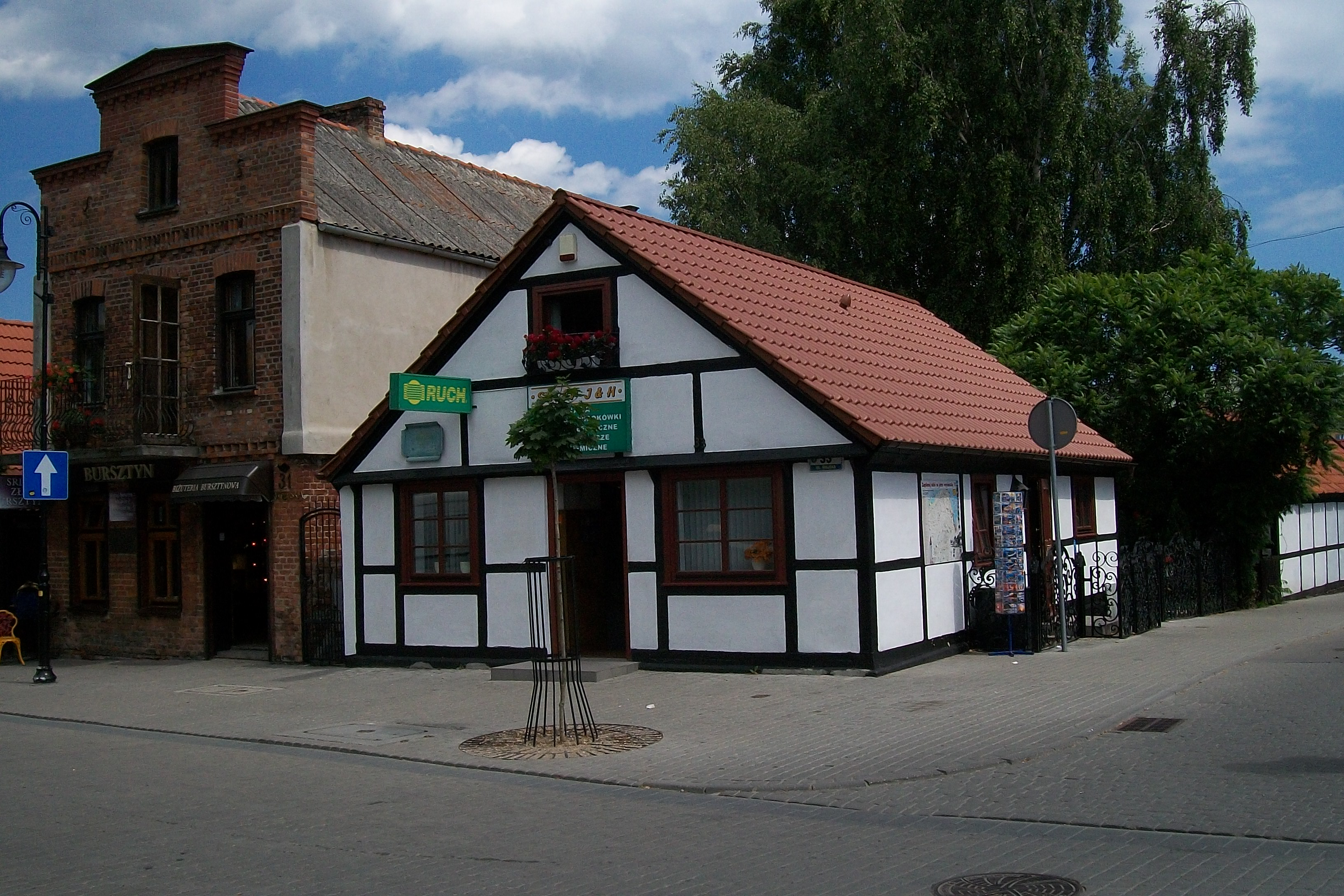
Chata rybacka przy ul. Wiejskiej 33
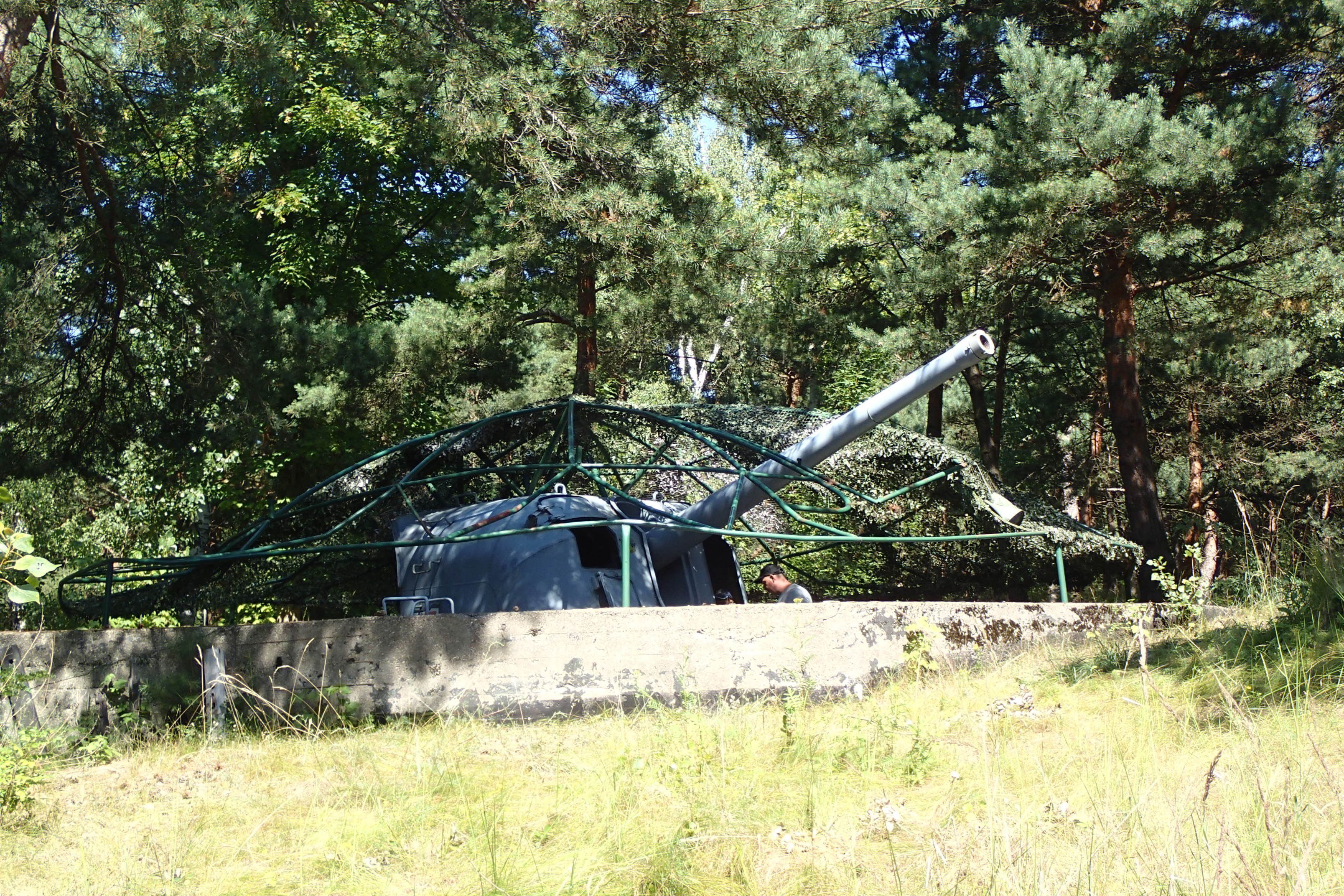
Muzeum na terenie baterii artyleryjskiej nr 31 im. Heliodora Laskowskiego
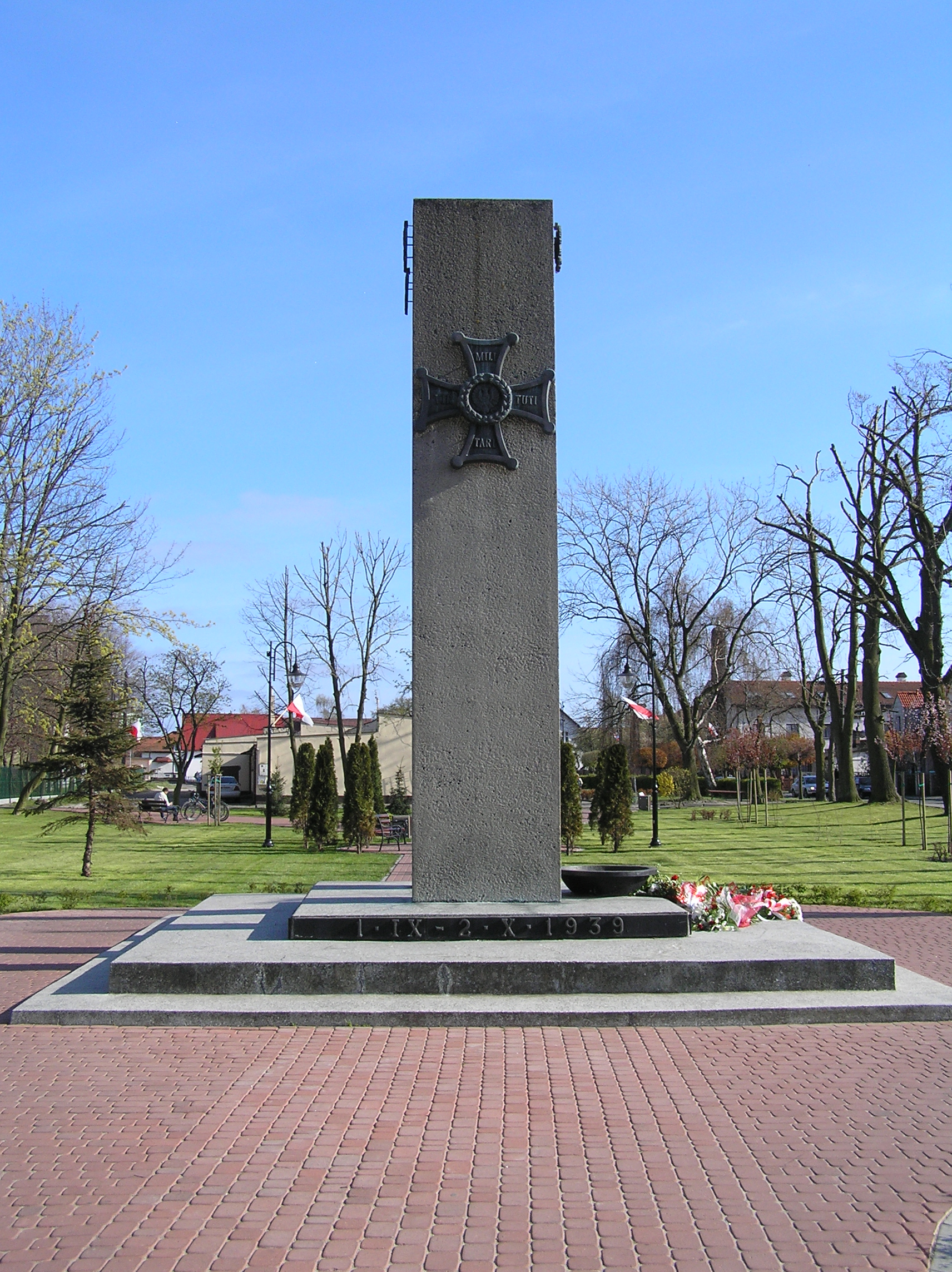
Pomnik Obrońców Helu w 1939 roku
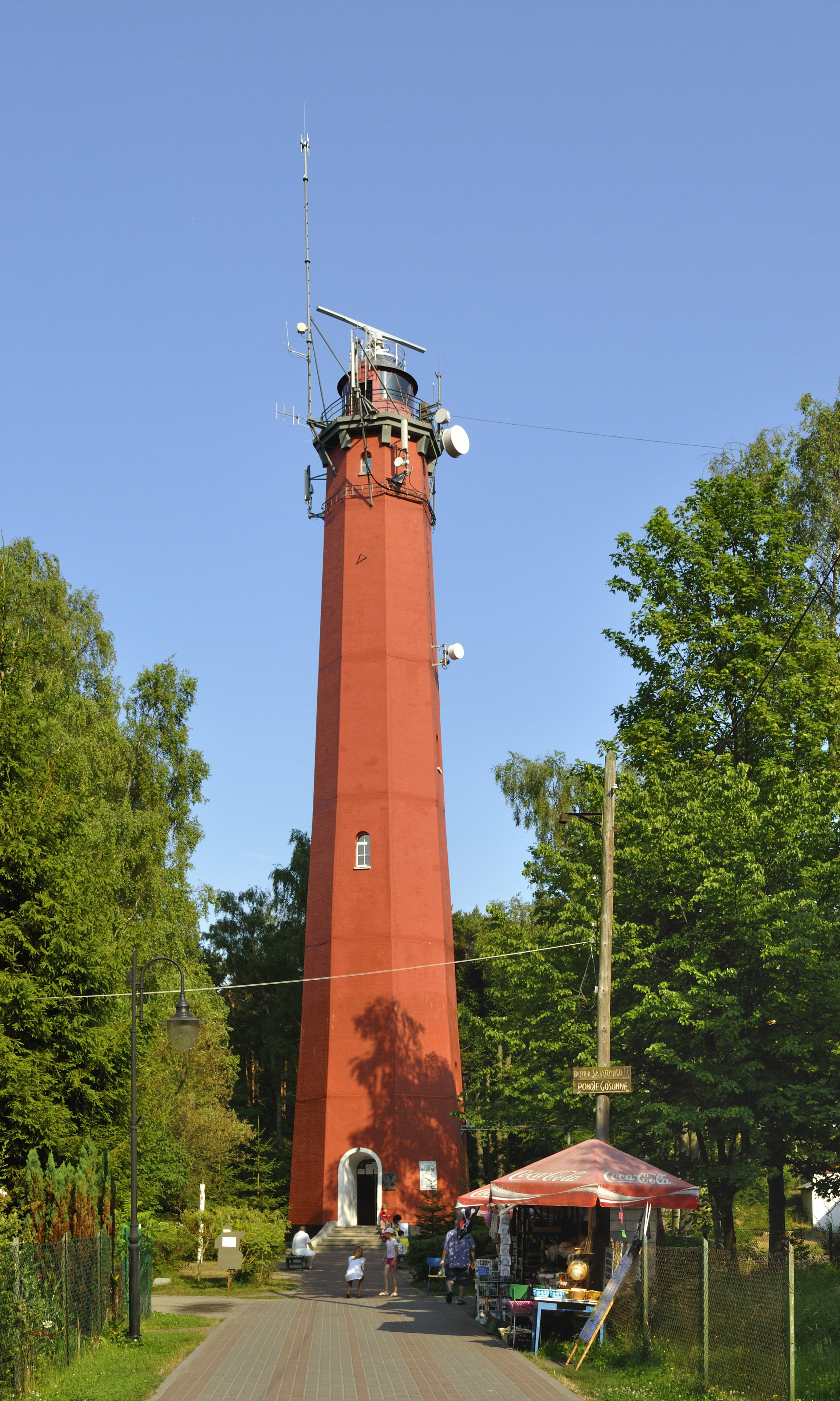
Latarnia morska udostępniona do zwiedzania, mierząca 41,5 m
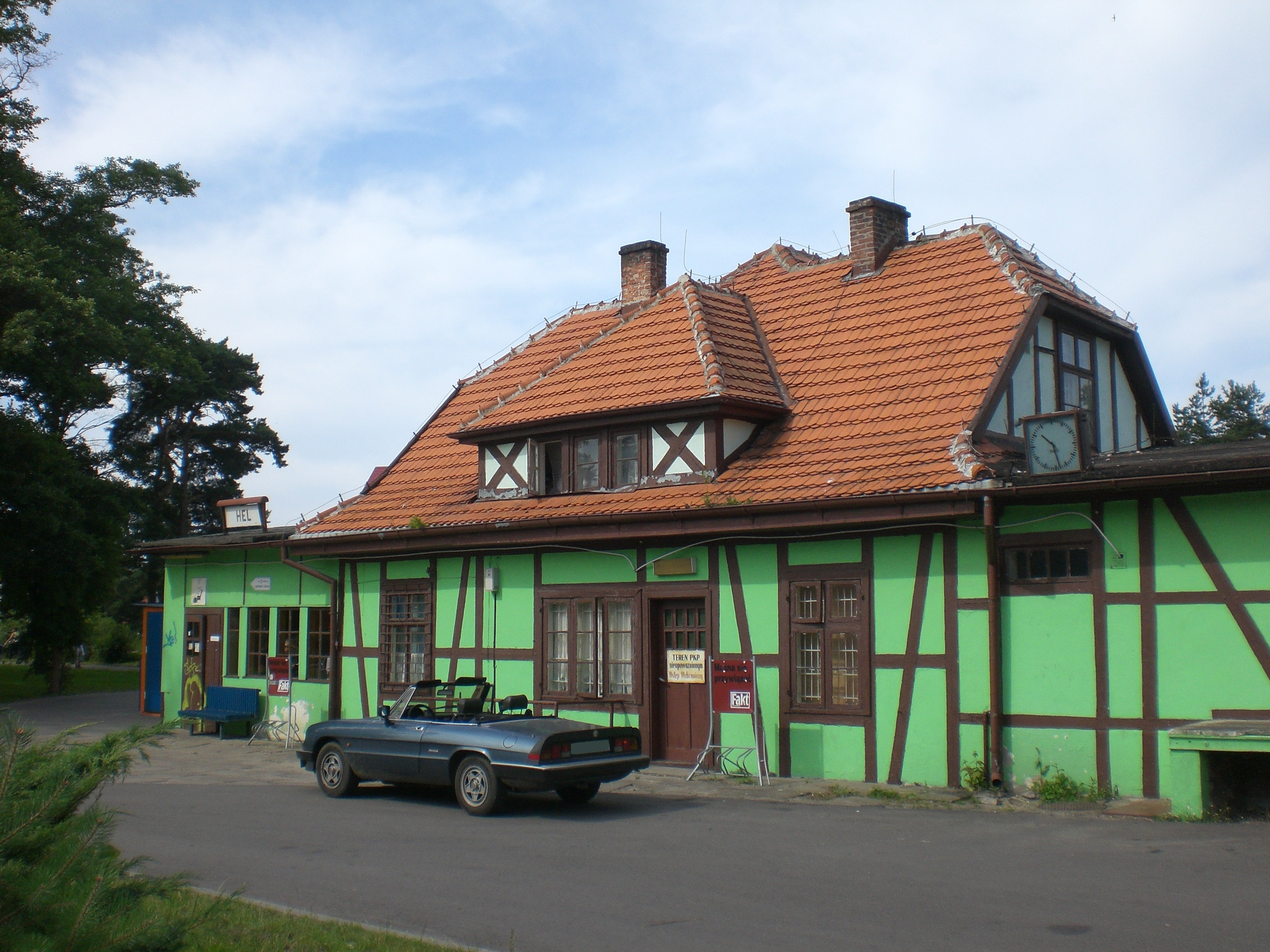
Stacja kolejowa Hel

## Atrakcje turystyczne
Głównymi atrakcjami Helu są:
- piaszczyste plaże – w tym od 2004 roku odcinek plaży morskiej strzeżonej przez zespoły ratowników z psami;
- Muzeum Rybołówstwa Morskiego z wieżą widokową (mieszczące się w dawnym kościele gotyckim św. Piotra i Pawła z XIV wieku);
- zabytkowe chaty kaszubskie;
- Helskie Fokarium – fokarium Stacji Morskiej Uniwersytetu Gdańskiego;
- Hel – stacja końcowa kolei biegnącej przez mierzeję z Władysławowa (Gdyni);
- Dom Morświna;
- Latarnia Morska Hel;
- Ulica Wiejska;
- Port morski Hel;
- Motylarnia Hel
- liczne zabytki militarne;
- Skansen Broni Morskiej;
- Muzeum Obrony Wybrzeża;
- odbywająca się od 2006 roku w miesiącach letnich impreza rekonstrukcji historycznych – D-Day;
- promenada – ścieżka z kładkami i barierkami oddana do użytku na krańcu mierzei w 2013 roku
- największa w Polsce rzeźba z drewna (14 metrów długości, masa ponad 10 ton), przedstawiająca bohaterów wiersza „Rzepka” Juliana Tuwima, wykonana przez gdynianina Roberta Wyskiela we Włościbórku koło Sępólna Krajeńskiego. Odsłonięcie rzeźby nastąpiło 29 czerwca 2019 roku, w jej wnętrzu planowany jest montaż głośników, z których co kilka minut będzie odtwarzany wiersz Tuwima[43][44].

- Kamienne umocnienia falochronów i zatopione wokół wraki, stanowiące atrakcję dla płetwonurków.
- Od 2006 roku w Helu czynne jest Muzeum Obrony Wybrzeża z bogatą prezentacją militarnej historii rejonu Helu.

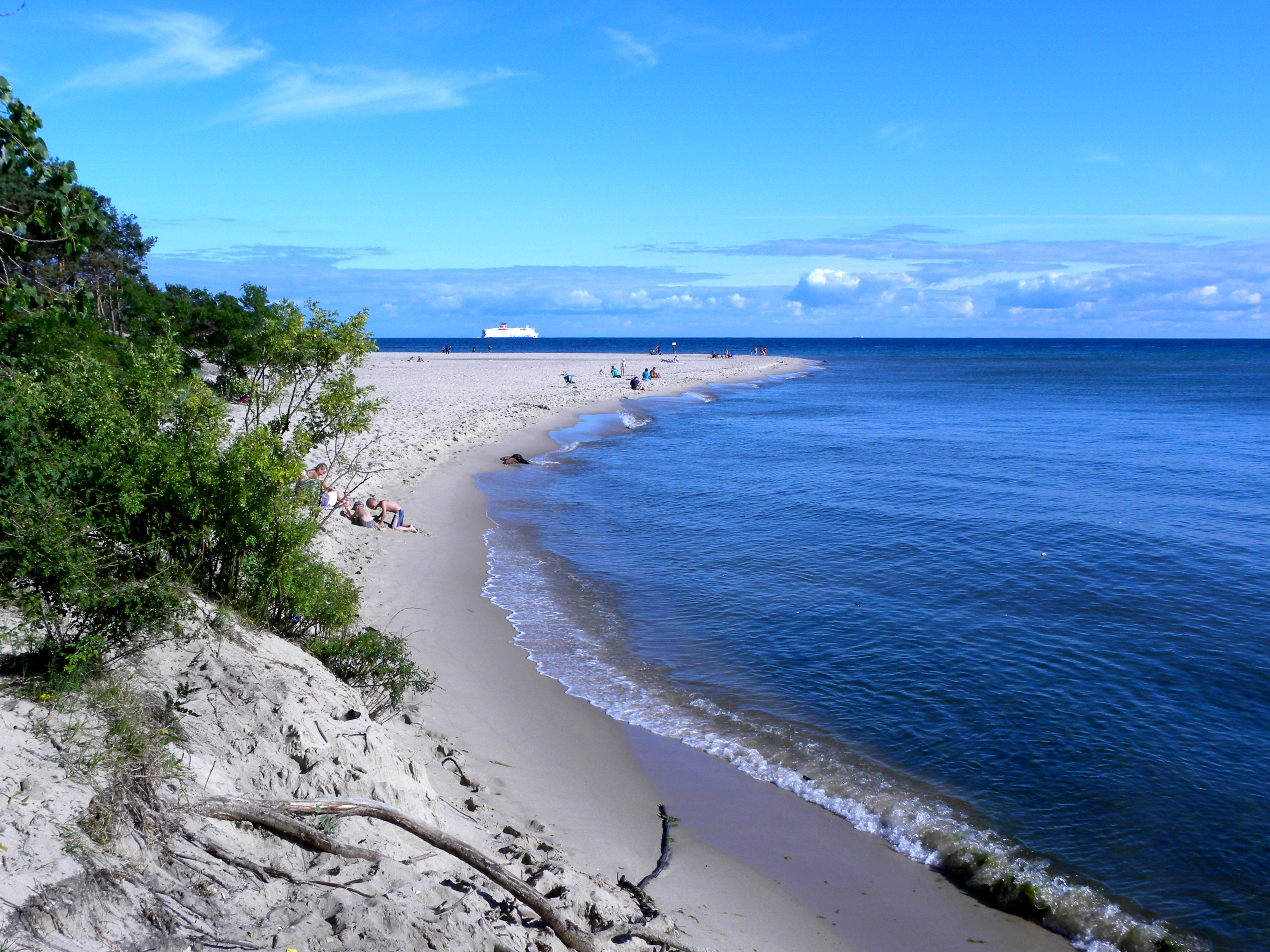
Cypel helski
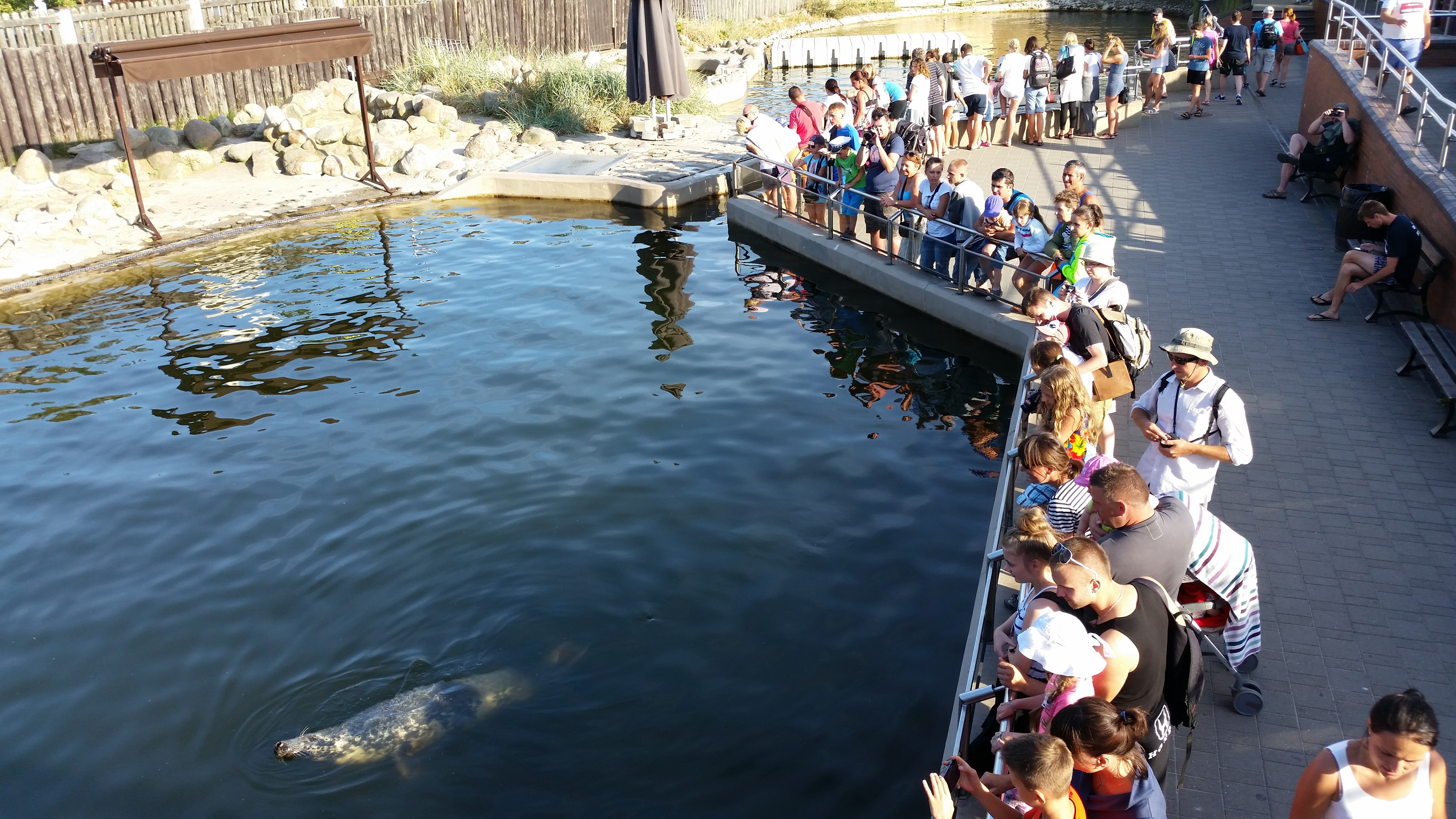
Helskie Fokarium
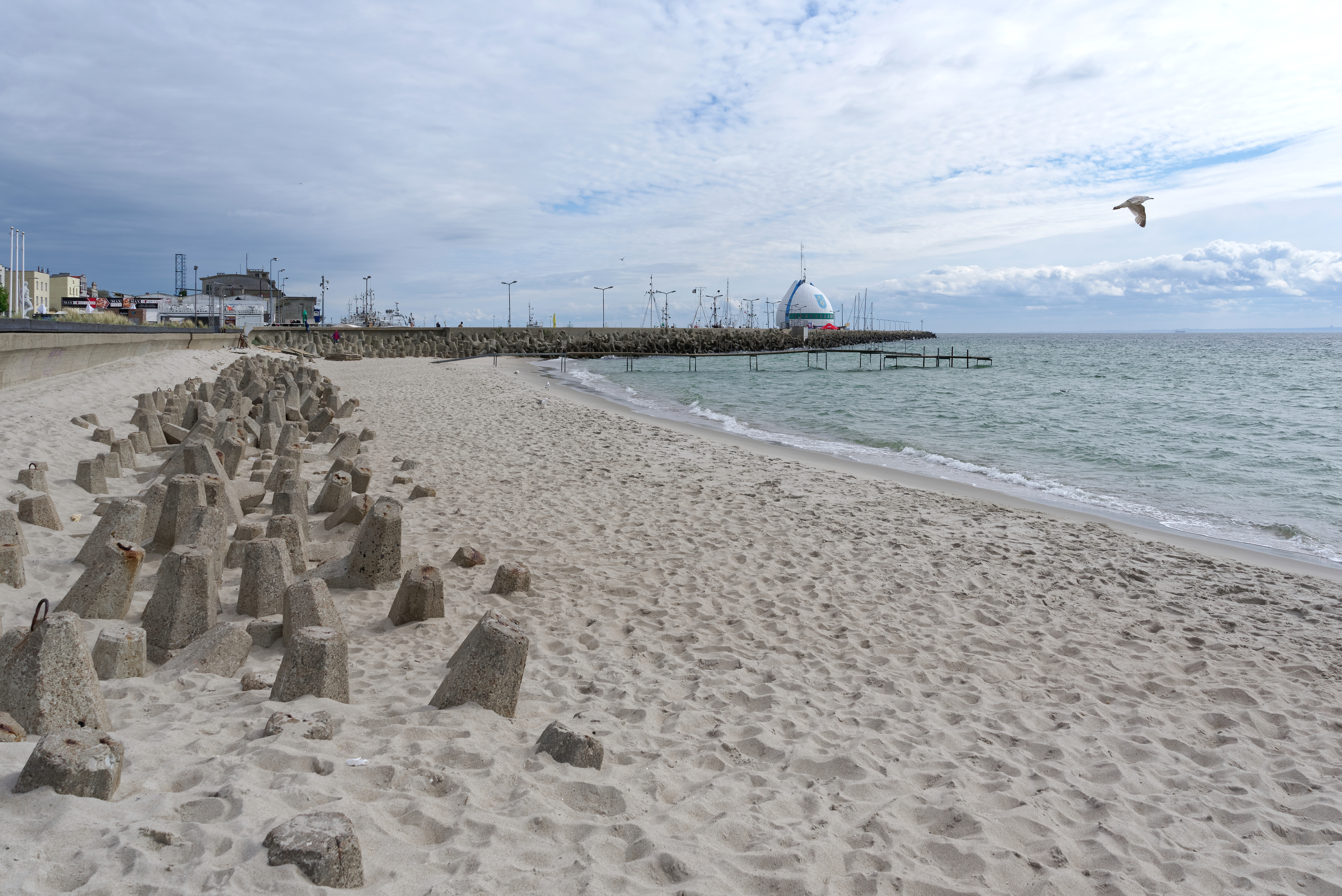
Kamienne umocnienia falochronów
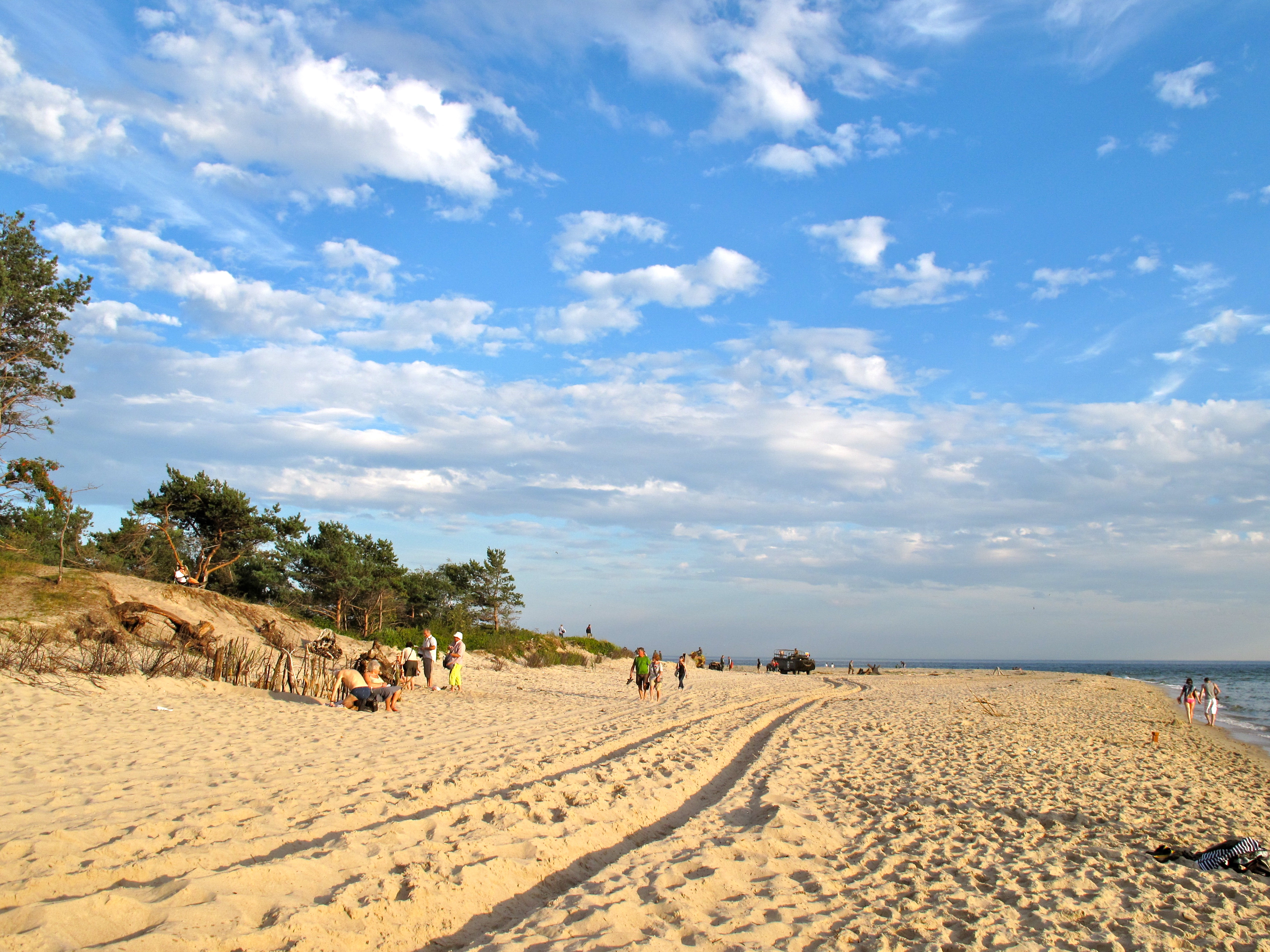
Plaża w końcówce Helu od strony Morza Bałtyckiego
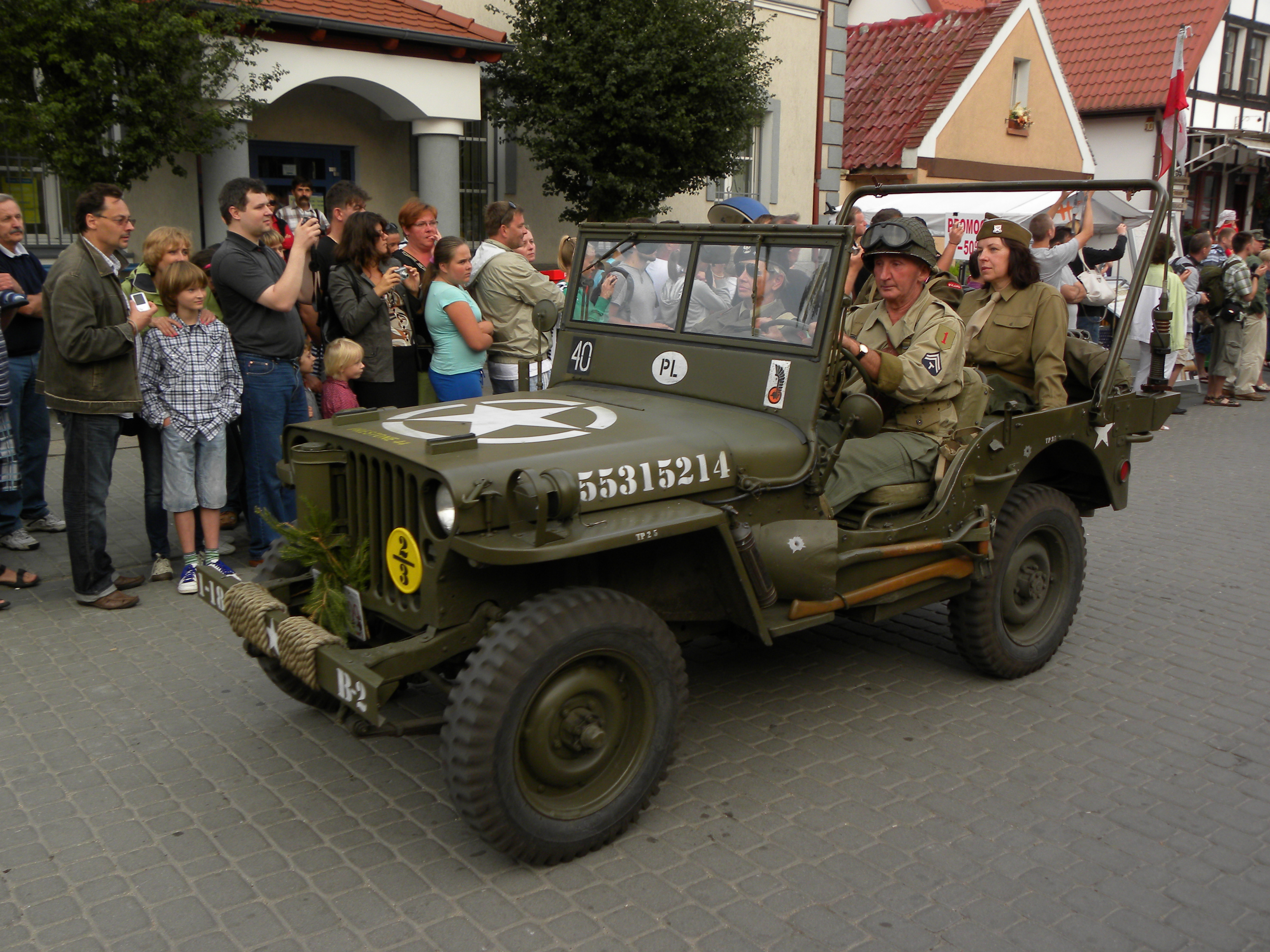
„D-Day” w Helu, sierpień 2011. Parada pojazdów na ul. Wiejskiej

### Rezydencja wypoczynkowa Prezydenta RP
W Helu znajduje się również rezydencja prezydenta RP wraz z lądowiskiem dla śmigłowców. W ośrodku wakacje spędzali między innymi Aleksander Kwaśniewski, Lech Kaczyński, Bronisław Komorowski. Letnią Rezydencję Prezydenta RP odwiedzili również Angela Merkel oraz George W. Bush.
Często media podają błędną informację, że rezydencja ta mieści się w Juracie. Wprawdzie ośrodek korzysta z mediów doprowadzonych z Juraty, ale mieści się w granicach administracyjnych Helu.

## Wspólnoty wyznaniowe
Na terenie miasta działalność duszpasterską prowadzi rzymskokatolicka parafia Bożego Ciała. Wcześniej istniała tu również parafia wojskowa św. Pawła z Tarsu.

## Miasta partnerskie
- Hermeskeil, Niemcy[47]

## Odznaczenia
- Order Krzyża Grunwaldu II klasy (1979)[48]